# Schulenrode
Schulenrode is een woonkern (Ortsteil) in de Duitse gemeente Cremlingen in Nedersaksen. Hij telt 308 inwoners (2008).

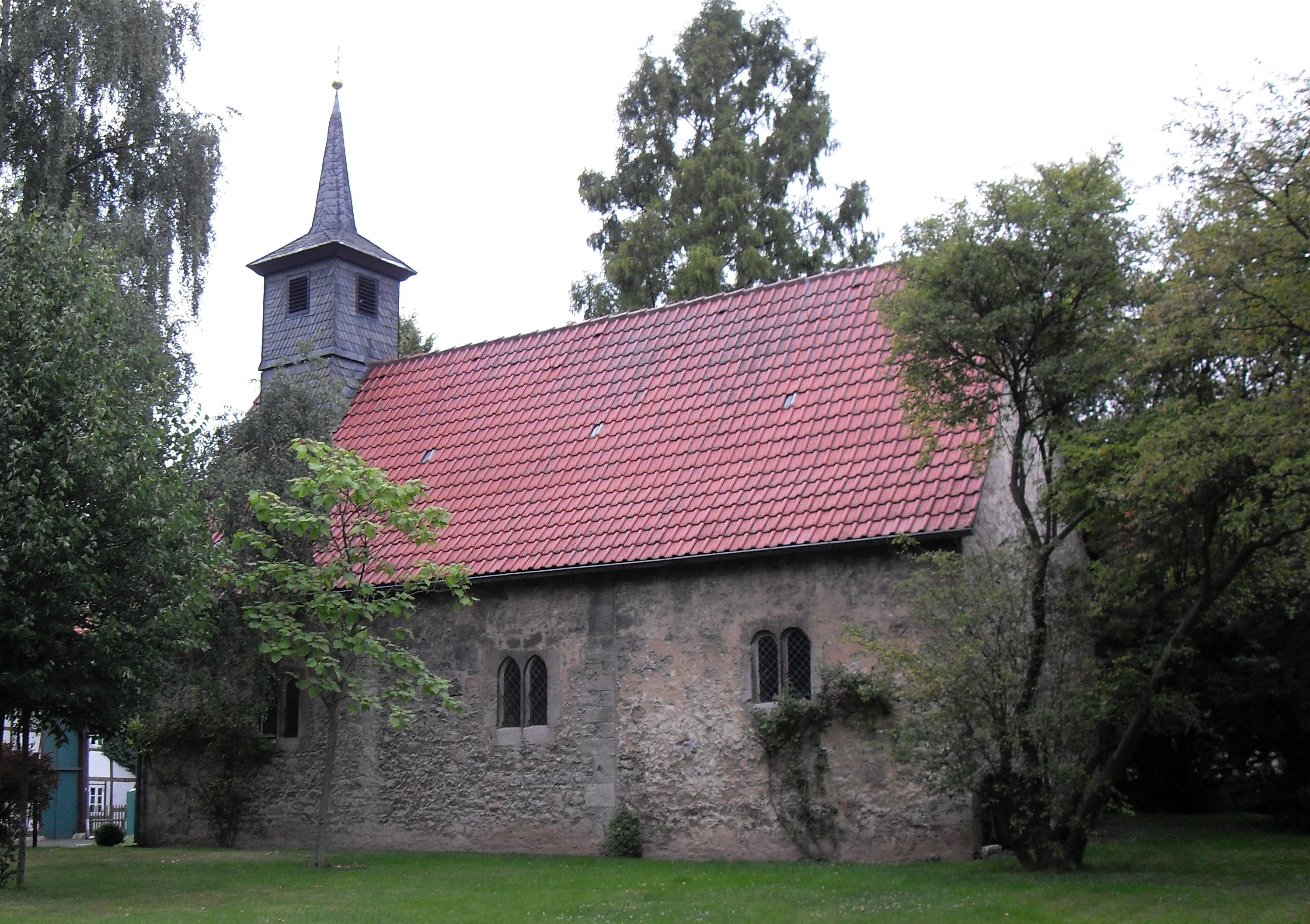
Dorpskerk van Schulenrode